# فاتوماتا (بازیکن فوتبال)
فاتوماتا (انگلیسی: Fatoumata؛ زادهٔ ۲۷ مارس ۱۹۹۴) بازیکن فوتبال اهل مالی است.
وی همچنین در تیم‌های ملی فوتبال Mali women's national football team و زنان گینه استوایی بازی کرده‌است.